# Maidenrennen
Maiden race (Maidenrennen, gelegentlich auch „Sieglosenrennen“ genannt) ist eine englische Bezeichnung im Galopp- und Trabrennsport für ein Rennen, an dem nur Pferde teilnehmen dürfen, die bisher noch kein Rennen gewonnen haben.
Die Maidenklasse ist die unterste Klasse im Rennsport. Maidenrennen werden nicht nur für zwei- und dreijährige Pferde, sondern auch für ältere sieglose Pferde ausgeschrieben und über unterschiedliche Distanzen ausgetragen.
Pferde, die bereits ein Flachrennen gewonnen haben, sind weiterhin als Maiden in Hindernisrennen startberechtigt oder umgekehrt.
Viele berühmte Pferde haben ihre Karriere in einem Maidenrennen begonnen, andererseits endet für viele Maiden nach mit ihrem ersten Start die Sportkarriere, und sie werden vom Rennsport zurückgezogen.
Manche Pferde beenden eine lange Karriere im Rennsport als Maiden. Eine der berühmtesten Maiden ist das in den USA gezogene englische Vollblut Zippy Chippy, das seine Karriere nach 10 Jahren und 100 Starts ohne Sieg beendete, in den USA sehr populär war, vom Magazin People im Jahr 2000 auf die Liste der interessantesten Persönlichkeiten gesetzt wurde und einen eigenen Fan-Club hatte. In Japan beendete die Stute Haru Urara ihre sechsjährigen Rennkarriere, in der sie keines ihrer 113 Rennen gewinnen konnte. Sie wurde sehr populär und übernahm in dem Film Haru Urara von 2005, die Hauptrolle.